# Philothée-François Duflos
Pour les articles homonymes, voir Duflos.
Philothée-François Duflos est un peintre et graveur français, né à Paris vers 1710, et mort à Lyon le 19 août 1748.

## Biographie
Philothée-François Duflos naît à Paris vers 1719. Il est le fils d'Antoine Duflos et de Marie Campas. Dans son testament fait en 1748, il institue son frère, Pierre Duflos, marchand bijoutier installé à Dresde comme légataire universel.
Il a été élève à l'Académie royale de peinture et de sculpture à partir de 1722.
Il a obtenu le Prix de Rome, en 1729, avec son tableau sur le thème Joab roi d'Israël faisant lapider Zacharie sur le parvis du temple. À partir de 1733, à Rome, il a étudié avec Nicolas Vleughels et Jean-François de Troy jusqu'en 1745. Il a copié les œuvres de Lanfranco, Raphael et Pietro da Cortona.

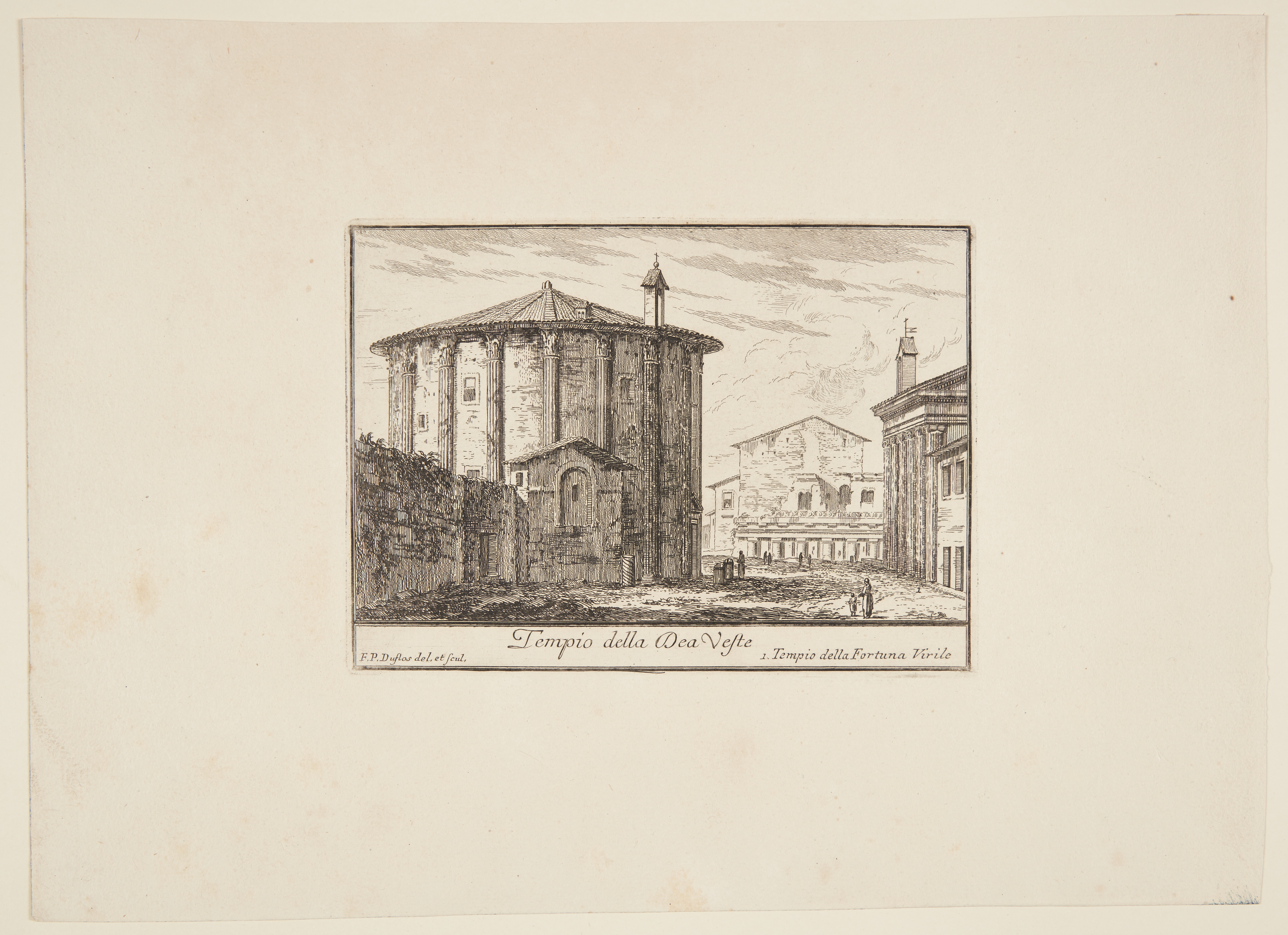
Tempio della Dea Veste (après 1750, Statens Museum for Kunst).

Son travail le plus connu est sa participation à la réalisation des vues de la ville de Florence (Vedute di Firenze) qui ont été gravées par Giuseppe Zocchi et publiées à partir de 1744. Les dessins préparatoires sont maintenant à la Morgan Library à New York.
Il a également gravé des petites vedute de Rome. Ses  Prospettive diverse e vedute d'antichità ont été publiées par la Calcographia Camerale en 1748.
Peu de temps avant son décès, Duflos a exécuté deux peintures pour l'église Saint-Pierre de Lyon qui ont été perdues pendant la Révolution. Il meurt à Lyon le 19 août 1748.
Son autoportrait dans le corridor de Vasari près de la galerie des Offices est la seule œuvre bien connue, réalisée en 1744, qui montre un art de pastelliste maîtrisé .
Le musée des beaux-arts de Lille possède de lui une copie de l'École d'Athènes, réalisée en 1741 d'après la fresque de Raphaël  qui décore la chambre dite de la signature, au Vatican,.